# Stephen N. Williams
Stephen Nantlais Williams (né en 1952) est un théologien presbytérien gallois qui, après avoir pris sa retraite d'une carrière d'enseignant, est nommé professeur honoraire de théologie à l'Université Queen's de Belfast en 2017.

## Biographie
Il est le fils de Rheinallt Nantlais Williams et le petit-fils de Nantlais Williams, Il obtient sa maîtrise ès arts en histoire moderne à l'Université d'Oxford et sa maîtrise ès arts en théologie de l'Université de Cambridge. Après une période en tant que Henry Fellow à l'Université de Yale, il obtient son doctorat au Département d'études religieuses de l'Université en 1981. Sauf pendant une courte période à Oxford au Whitefield Institute for Theological Research  (1991–1994), il passe principalement sa vie professionnelle dans des séminaires presbytériens au Royaume-Uni, d'abord comme professeur de théologie au United Theological College, Aberystwyth (1980–1991) puis comme professeur de théologie systématique à l'Union Theological College de Belfast (1994–2017). Il est nommé professeur honoraire de théologie à l'Université Queen's de Belfast en 2017 et élu membre de la société savante du Pays de Galles (FLSW) en 2018 ,,.
Bien que ses principaux domaines professionnels soient la théologie et l'histoire intellectuelle, Williams s'intéresse également au domaine de la bioéthique, siège au comité de rédaction d'éthique et de médecine et prend la parole lors de la conférence inaugurale du Center for Bioethics and Human Dignity aux États-Unis en 1994. En 2018, Williams organise une bourse de recherche au Henry Center de la Trinity Evangelical Divinity School "pour rechercher le lien entre une compréhension chrétienne de la création et les philosophies sous-tendant les développements de l'intelligence artificielle" .
Il a écrit : Révélation et réconciliation: une fenêtre sur la modernité (Cambridge University Press, 1995); L'ombre de l'Antéchrist: la critique du christianisme par Nietzsche (Baker Academic Press, 2006) et l'élection de la grâce: une énigme sans résolution? (Eerdmans, 2015) ,,.